# (18707) Annchi
(18707) Annchi (1998 HO96) – planetoida z pasa głównego asteroid okrążająca Słońce w ciągu 4,09 lat w średniej odległości 2,56 j.a. Odkryta 21 kwietnia 1998 roku.